# Arnold Berliner
Arnold Berliner (* 26. Dezember 1862 auf Gut Mittelneuland, Landkreis Neisse, Provinz Schlesien; † 22. März 1942 in Berlin) war ein deutscher Physiker.

## Leben
Arnold Berliner studierte Physik an der Universität Breslau. 1886 wurde er mit der Dissertation Zur Molecularrefraction organischer Flüssigkeiten promoviert.
Er war bei der AEG beschäftigt und wurde anschließend Herausgeber, ab ihrer Gründung in 1913 und bis 1935, der Zeitschrift Die Naturwissenschaften, wodurch er in der Physik in Deutschland eine herausragende Stellung hatte. Außerdem war er zusammen mit Karl Scheel Herausgeber des Physikalischen Wörterbuchs (1924, 2. Aufl. 1932). Berliner war vielfältig kulturell und künstlerisch interessiert und unter anderem mit Gustav Mahler eng befreundet. Der Maler Eugene Spiro porträtierte Berliner im Jahr 1926.

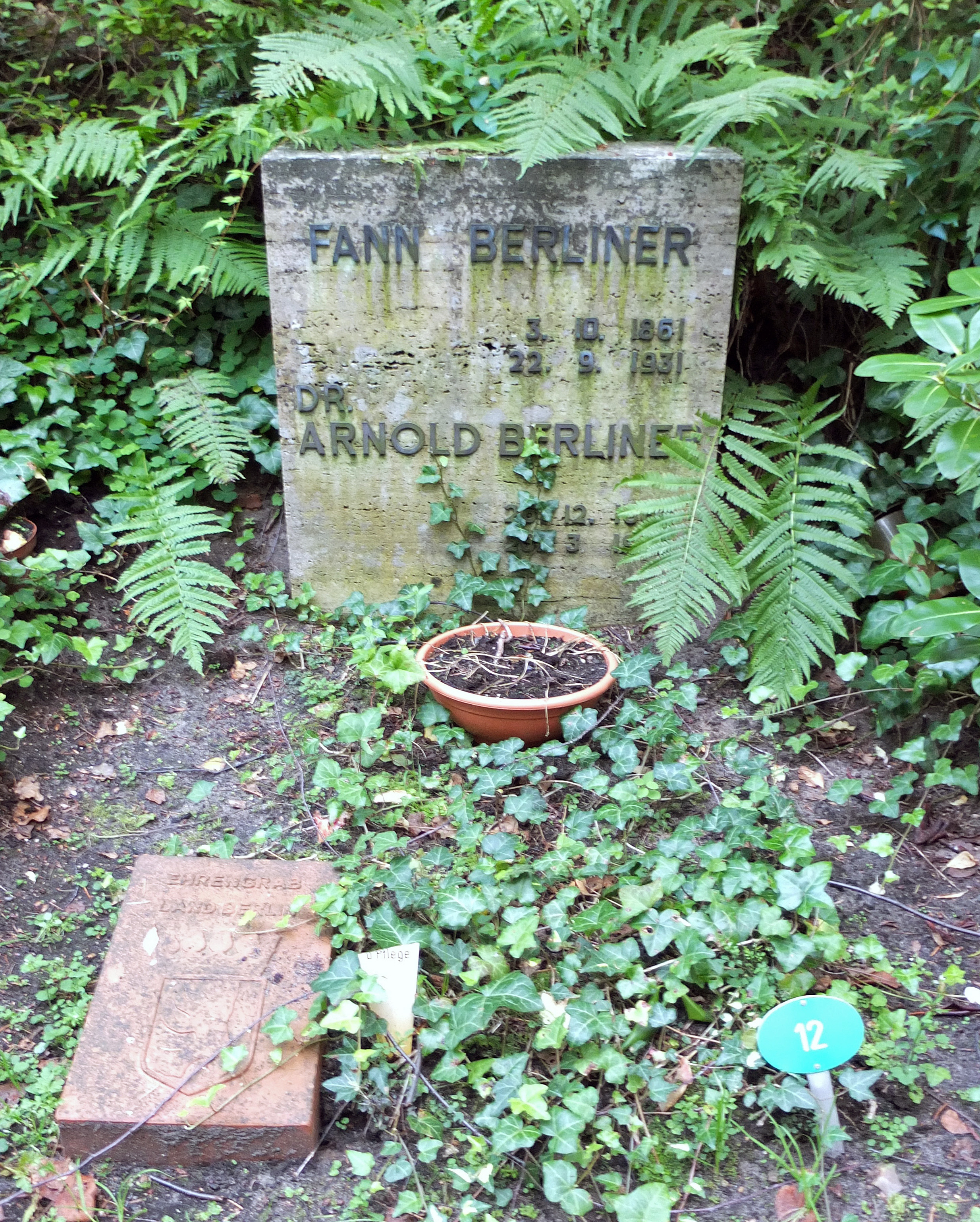
Grab von Arnold Berliner auf dem Friedhof Heerstraße in Berlin-Westend

Wegen seiner jüdischen Abstammung wurde Berliner 1935 vom Verlag gezwungen, die Redaktion der Naturwissenschaften aufzugeben. Es gelang ihm nicht, zu emigrieren. Zu seiner geplanten Deportation kam es nicht mehr. Er wurde am 23. März 1942 in seiner Wohnung in der Kielganstraße 5 in Berlin-Schöneberg tot aufgefunden. Er hatte sich durch Blausäure selbst vergiftet. Die Beisetzung erfolgte auf dem Friedhof Heerstraße im heutigen Ortsteil Berlin-Westend. An seiner Seite ruht die Schwester Fanny Berliner (1861–1931).
Auf Beschluss des Berliner Senats ist die letzte Ruhestätte von Arnold Berliner auf dem Friedhof Heerstraße (Grablage: 18-F-12) seit 1980 als Ehrengrab des Landes Berlin gewidmet. Die Widmung wurde 2001 um die übliche Frist von zwanzig Jahren verlängert.

## Werke
- Lehrbuch der Physik in elementarer Darstellung, 5. Aufl. 1934